# Coupe de Tunisie de football 1987-1988
Navigation
Coupe de Tunisie 1986-1987 Coupe de Tunisie 1988-1989
La coupe de Tunisie de football 1987-1988 est la 32e édition de la coupe de Tunisie depuis 1956, et la 57e en tenant compte des éditions jouées avant l'indépendance. Elle est organisée par la Fédération tunisienne de football (FTF).
La finale inédite oppose le Club olympique des transports, co-leader du championnat qui parvient pour la première fois en finale, et le Club africain, considéré comme un spécialiste de cette épreuve, mais qui ne fait que cumuler les défaites en finale depuis le début de la décennie. C'est le premier club remporte la coupe alors que le second enregistre sa cinquième défaite en finale en neuf ans.

## Résultats

### Premier tour
Il concerne les 28 clubs de division 3 d'une part, et les 56 clubs de division 4 d'autre part, pour qualifier 42 clubs au total.
- Inter-clubs de division 3 :
  - Étoile sportive du Fahs - Union sportive de Ksour Essef : 1 - 0
  - El Makarem de Mahdia - Stade nabeulien : 1 - 0
  - Croissant sportif de Redeyef - Association sportive de Djerba : 1 - 1 (t. a. b. : 2 - 4)
  - Club medjezien - Jendouba Sports : 3 - 0
  - El Ahly Mateur - Association sportive de Mahrès : Forfait
  - Étoile sportive de Métlaoui bat Olympique de Médenine
  - Club olympique de Sidi Bouzid - Association Mégrine Sport : 2 - 0
  - Club sportif de Bembla - Jeunesse sportive de La Manouba : 2 - 1
  - Étoile sportive de Béni Khalled - Lion sportif de Ksibet Sousse : 2 - 1
  - Enfida Sports - Avenir sportif d'Oued Ellil : 1 - 2
  - Aigle sportif de Jilma - Association sportive de l'Ariana : 1 - 0
  - Football Mdhilla Club - Club sportif de Bargou : 2 - 1
  - Union sportive El Ansar - Club sportif de Makthar : 2 - 1
  - Club sportif gafsien - La Palme sportive de Tozeur : 1 - 0
- Inter-clubs de division 4 :
  - Éclair testourien - Club sportif de Ouardia : 2 - 1
  - Club sportif de Menzel Bouzelfa - Tinja Sport : 0 - 0 (t. a. b. : 3 - 4)
  - Dahmani Athlétique Club - Kalâa Sport : Forfait
  - Association sportive Ittihad - Jeunesse sportive métouienne : 0 - 0 (t. a. b. : 3 - 5)
  - Club sportif de Tabarka - Stade zaghouanais : Forfait
  - Jeunesse sportive d'El Omrane - Étoile sportive de Oueslatia : 2 - 0
  - Croissant sportif de M'saken - Association sportive de Hammamet : 2 - 2 (t. a. b. : 4 - 2)
  - Club sportif des municipaux - Étoile sportive de Gaâfour : 1 - 0
  - Union sportive de Djedeida - Football Club de Jérissa : 2 - 0
  - Avenir populaire de Soliman - STIR sportive de Zarzouna : 2 - 0
  - Association sportive de Ghardimaou - Union sportive de Séjoumi : Forfait
  - Union sportive de Siliana - Astre sportif de Menzel Jemil : 3 - 1
  - Vague sportive de Menzel Abderrahmane - Espoir sportif de Hammam Sousse : 3 - 0
  - Jeunesse sportive de Béja - Union sportive de Sidi Bou Ali : 1 - 1 (t. a. b. : 2 - 4)
  - Jeunesse sportive de Rogba - Espoir sportif de Haffouz : Forfait
  - Étoile sportive d'El Jem - Sahara sportive de Douz : 0 - 1
  - Sporting Club de Moknine - Avenir sportif de Beni Khedache : 2 - 1
  - Teboulbou Sport de Gabès - Badr sportif d'El Aïn : 0 - 2
  - Avenir sportif de Tozeur - Stade sportif de Meknassy : 2 - 0
  - Jeunesse sportive de la Cité El Habib - Union sportive de Ben Guerdane : 0 - 1
  - Club sportif de Khniss - Ennahdha sportive de Jemmel : 1 - 0
  - Astre sportif de Degache - Chehab sportif de Ouerdanine : 3 - 2
  - Kerkennah Sport - Mansoura Sport : Forfait
  - Oasis sportive de Kébili - Union sportive de Sbeïtla : 1 - 1 (t. a. b. : 2 - 3)
  - Gazelle sportive de Moularès - Club sportif de Chebba :Forfait
  - Wided sportif d'El Hamma - Aigle sportif de Teboulba : 1 - 0
  - Union sportive de Métouia - Tataouine Sport : 2 - 1
  - Club sportif de Nefta bat Progrès sportif de Sakiet Eddaïer

### Deuxième tour
72 clubs participant à ce tour : les 42 qualifiés du premier tour, les quatorze clubs de Ligue II, appelée division d'honneur, et les seize représentants des ligues régionales.
- Kerkennah Sport - Club sportif des cheminots (Ligue II) : 0 - 2
- Club sportif de Tabarka - Avenir sportif de Souk Lahad (Ligue Sud-Ouest) : 4 - 0
- Jeunesse sportive de Oudhref (Ligue Sud-Est) - Stade africain de Menzel Bourguiba (Ligue II) : 0 - 2
- Étoile sportive de Métlaoui - Espérance sportive de Zarzis (Ligue II) : 1 - 1 (t. a. b. : 3 - 4)
- Union sportive de Siliana - Croissant sportif de M'saken : 2 - 0
- Union sportive de Sbeïtla - Avenir sportif du Kef Barnoussa (Ligue Nord-Ouest) : 1 - 1 (t. a. b. : 3 - 2)
- Vague sportive de Menzel Abderrahmane - El Makarem de Mahdia : 2 - 1
- Stade sportif sfaxien (Ligue II) - Union sportive de Sidi Bou Ali : 5 - 0
- Jeunesse sportive de Rogba - Océano Club de Kerkennah (Ligue II) : 1 - 2
- Club sportif des municipaux bat Association sportive Jebel Labiodh Nefza (Ligue Nord)
- Club sportif de Nefta - Association sportive de Ghardimaou : (t. a. b. : 2 - 4)
- Club sportif de Jebiniana (Ligue Sud) - El Ahly Mateur : 2 - 1
- Sahara sportive de Douz - Club sportif de Hiboun : 2 - 3
- Baâth sportif d'Essouassi (Ligue Sud) - Union sportive de Djedeida : 1 - 1 (t. a. b. : 3 - 4)
- Avenir populaire de Soliman - Mine sportive de Métlaoui (Ligue Sud-Ouest) : 2 - 1
- Association sportive de Djerba - Étoile sportive du Fahs : 2 - 0
- Sfax railway sport (Ligue II) - Sporting Club de Moknine : 6 - 1
- Club medjezien - Étoile sportive de Béni Khalled : 1 - 0
- Stade gabésien (Ligue II) - Sporting Club de Ben Arous (Ligue II) : 1 - 2
- Badr sportif d'El Aïn - Jeunesse sportive d'El Omrane : 2 - 1
- Club sportif de Bembla - En-Nadi Ahly Landoulsi (Ligue Nord) : 2 - 3
- Union sportive de Ben Guerdane - Avenir sportif de Tozeur : 1 - 1 (t. a. b. : 3 - 2)
- Club sportif de Khniss - Hirondelle sportive de Kalâa Kebira (Ligue Centre) : 4 - 1
- Union sportive de Bousalem (Ligue II) - Club sportif gafsien : 2 - 0
- Avenir sportif d'Oued Ellil - Union sportive El Ansar : 3 - 0
- Étoile olympique La Goulette Kram (Ligue Tunis-Cap Bon) - Avenir sportif de Gabès (Ligue II) : 1 - 0
- Aigle sportif de Jilma - Astre sportif de Degache : Forfait
- Club sportif de Korba (Ligue Tunis-Cap Bon) - Espérance sportive de Krib (Ligue Nord-Ouest) : 5 - 1
- Wided sportif d'El Hamma - Jeunesse sportive métouienne : 1 - 0
- Club sportif hilalien (Ligue II) - Éclair testourien : 4 - 0
- STIA de Sousse (Ligue II) - Football Mdhilla Club : 3 - 0
- Astre sportif de Zaouiet Sousse (Ligue Centre) - Tinja Sport : 2 - 1
- Gazelle sportive de Bekalta (Ligue Centre Est) - Union sportive de Métouia : 1 - 1 (t. a. b. : 3 - 4)
- Club olympique de Ghannouch (Ligue Sud-Est) - Club olympique de Sidi Bouzid : 1 - 4
- Dahmani Athlétique Club - Avenir sportif de La Marsa (Ligue II) : 0 - 2
- Stade soussien (Ligue II) - Gazelle sportive de Moularès : 4 - 0

### Troisième tour
Le tour se joue entre les 36 équipes qualifiées du deuxième tour.
- Club sportif des cheminots - Club sportif de Tabarka : 4 - 0
- Stade africain de Menzel Bourguiba - Espérance sportive de Zarzis : 3 - 1
- Union sportive de Siliana - Union sportive de Sbeïtla : 4 - 1
- Vague sportive de Menzel Abderrahmane - Stade sportif sfaxien : 0 - 1
- Océano Club de Kerkennah - Club sportif des municipaux : 1 - 0
- Association sportive de Ghardimaou - Club sportif de Jebiniana : 5 - 3
- Club sportif de Hiboun - Union sportive de Djedeida : 1 - 0
- Avenir populaire de Soliman - Association sportive de Djerba : 3 - 3 (t. a. b. : 5 - 4)
- Sfax railway sport - Club medjezien : 4 - 1
- Sporting Club de Ben Arous - Badr sportif d'El Aïn : 0 - 1
- En-Nadi Ahly Landoulsi - Union sportive de Ben Guerdane : Forfait
- Club sportif de Khniss - Union sportive de Bousalem : 2 - 0
- Avenir sportif d'Oued Ellil - Étoile olympique La Goulette Kram : 2 - 1
- Aigle sportif de Jilma - Club sportif de Korba : 1 - 2
- Wided sportif d'El Hamma - Club sportif hilalien : 0 - 2
- STIA de Sousse - Astre sportif de Zaouiet Sousse : 1 - 0
- Union sportive de Métouia - Club olympique de Sidi Bouzid : 1 - 1 (t. a. b. : 1 - 3)
- Avenir sportif de La Marsa - Stade soussien : 2 - 0

### Seizièmes de finale
32 équipes participent à ce tour : les 18 qualifiés du tour précédent et les quatorze clubs de la division nationale (Ligue I). Les matchs sont joués le 6 décembre 1987.
| Équipe 1                           | Équipe 2                           | Score 90' |
| ---------------------------------- | ---------------------------------- | --------- |
| Club sportif des cheminots         | Stade africain de Menzel Bourguiba | 2 - 1     |
| Union sportive de Siliana          | Stade sportif sfaxien              | 2 - 6     |
| Jeunesse sportive kairouanaise     | Océano Club de Kerkennah           | 2 - 0     |
| Badr sportif d'El Aïn              | Olympique du Kef                   | 0 - 1     |
| Grombalia Sports                   | Stade tunisien                     | 1 - 0     |
| Association sportive de Ghardimaou | Club africain                      | 1 - 2     |
| Club sportif de Hiboun             | Avenir populaire de Soliman        | 0 - 0     |
| Avenir sportif de La Marsa         | Club sportif sfaxien               | 0 - 0     |
| Avenir sportif de Kasserine        | Sfax railway sport                 | 0 - 2     |
| En-Nadi Ahly Landoulsi             | Club sportif de Khniss             | 0 - 0     |
| Avenir sportif d'Oued Ellil        | Olympique de Béja                  | 2 - 1     |
| Club sportif de Korba              | Club sportif hilalien              | 1 - 1     |
| STIA de Sousse                     | Espérance sportive de Tunis        | 1 - 0     |
| Club sportif de Hammam Lif         | Club athlétique bizertin           | 1 - 1     |
| Étoile sportive du Sahel           | Club olympique de Sidi Bouzid      | 3 - 0     |
| Union sportive monastirienne       | Club olympique des transports      | 1 - 1     |

Les matchs ci-dessous sont rejoués le 10 décembre 1987.
| Équipe 1                      | Équipe 2                     | Score 90' |
| ----------------------------- | ---------------------------- | --------- |
| Club olympique des transports | Union sportive monastirienne | 0 - 0     |
| Club sportif hilalien         | Club sportif de Korba        | 5 - 3     |
| Club athlétique bizertin      | Club sportif de Hammam Lif   | 2 - 0     |
| Club sportif de Khniss        | En-Nadi Ahly Landoulsi       | 3 - 1     |
| Club sportif sfaxien          | Avenir sportif de La Marsa   | 3 - 1     |
| Stade tunisien                | Grombalia Sports             | Forfait   |
| Avenir populaire de Soliman   | Club sportif de Hiboun       | 4 - 2     |

### Huitièmes de finale
| Date         | Équipe 1                    | Équipe 2                       | Score 90' |
| ------------ | --------------------------- | ------------------------------ | --------- |
| 28 mars 1988 | Stade tunisien              | Étoile sportive du Sahel       | 2 - 2     |
| 28 mars 1988 | Club africain               | Club sportif des cheminots     | 2 - 0     |
| 28 mars 1988 | Club sportif hilalien       | Club sportif sfaxien           | 1 - 1     |
| 28 mars 1988 | Avenir populaire de Soliman | Club olympique des transports  | 1 - 1     |
| 28 mars 1988 | Sfax railway sport          | Club sportif de Khniss         | 1 - 1     |
| 28 mars 1988 | Olympique du Kef            | Jeunesse sportive kairouanaise | 0 - 2     |
| 28 mars 1988 | Club athlétique bizertin    | Avenir sportif d'Oued Ellil    | 0 - 0     |
| 28 mars 1988 | Stade sportif sfaxien       | STIA de Sousse                 | 2 - 0     |

Les matchs ci-dessous sont rejoués. En cas d'égalité, le but marqué à l'extérieur compte double.
| Date           | Équipe 1                      | Équipe 2                    | Score 90' |
| -------------- | ----------------------------- | --------------------------- | --------- |
| 1er avril 1988 | Club sportif sfaxien          | Club sportif hilalien       | 5 - 1     |
| 1er avril 1988 | Club athlétique bizertin      | Avenir sportif d'Oued Ellil | 1 - 1     |
| 1er avril 1988 | Étoile sportive du Sahel      | Stade tunisien              | 1 - 0     |
| 1er avril 1988 | Club sportif de Khniss        | Sfax railway sport          | 1 - 5     |
| 1er avril 1988 | Club olympique des transports | Avenir populaire de Soliman | 4 - 1     |

### Quarts de finale
Les matchs sont disputés en aller et retour. En cas d'égalité, le but marqué à l'extérieur compte double.
| Date        | Équipe 1                       | Équipe 2                       | Score 90' |
| ----------- | ------------------------------ | ------------------------------ | --------- |
| 26 mai 1988 | Stade sportif sfaxien          | Sfax railway sport             | 2 - 2     |
| 2 juin 1988 | Sfax railway sport             | Stade sportif sfaxien          | 2 - 1     |
| 26 mai 1988 | Avenir sportif d'Oued Ellil    | Club olympique des transports  | 1 - 1     |
| 2 juin 1988 | Club olympique des transports  | Avenir sportif d'Oued Ellil    | 4 - 0     |
| 26 mai 1988 | Étoile sportive du Sahel       | Club sportif sfaxien           | 0- 0      |
| 2 juin 1988 | Club sportif sfaxien           | Étoile sportive du Sahel       | 1- 1      |
| 26 mai 1988 | Jeunesse sportive kairouanaise | Club africain                  | 2 - 1     |
| 2 juin 1988 | Club africain                  | Jeunesse sportive kairouanaise | 4 - 0     |

### Demi-finales
Les matchs sont disputés en aller et retour.
| Date         | Équipe 1                      | Équipe 2                      | Score 90' | Score 120' | Tirs au but |
| ------------ | ----------------------------- | ----------------------------- | --------- | ---------- | ----------- |
| 9 juin 1988  | Club olympique des transports | Sfax railway sport            | 1 - 0     | 1 - 2      |             |
| 12 juin 1988 | Sfax railway sport            | Club olympique des transports | 2 - 1     |            |             |
| 9 juin 1988  | Club africain                 | Étoile sportive du Sahel      | 2 - 1     |            |             |
| 12 juin 1988 | Étoile sportive du Sahel      | Club africain                 | 2 - 1     | 2 - 1      | 4 - 5       |

### Finale
| Date         | Équipe 1                      | Équipe 2      | Score 90' | Score 120' | Tirs au but |
| ------------ | ----------------------------- | ------------- | --------- | ---------- | ----------- |
| 19 juin 1988 | Club olympique des transports | Club africain | 1 - 1     | 1 - 1      | 5 - 4       |

Les buts de la finale sont marqués par Brahim Jomni ( 75e min) et Khaled Touati ( 76e min). La rencontre est dirigée par l'arbitre Habib Mimouni avec l'assistance de Mohamed Ghribi et Habib Akrout, alors que Naceur Kraïem est quatrième arbitre.
Les formations alignées sont :
- Club olympique des transports (entraîneur : Bernard Blaut) : Boubaker Zitouni (puis Hédi Khedher) - Lotfi Kaabi, Ridha Ben Ali, Lotfi Aloui, Mohamed Ben Hammouda, Fourat Akermi (puis Béchir Jeljeli), Lotfi Chihi, Khaled Ben Slimane, Mondher Msakni, Faouzi Henchiri, Brahim Jomni
- Club africain (entraîneur : Touaev Kazbek) : Slim Ben Othman (puis Slah Fessi) - Adel Rouissi, Abderrazak Chehat (puis Adel Sassi), Lotfi Mhaissi, Mohamed Hedi Abdelhak, Samir Sellimi, Bassem Mehri, Khaled Saïdi, Mounir Jaïez, Nabil Bouhali, Khaled Touati

## Meilleurs buteurs
Faouzi Henchiri (COT) et Mourad Rannen (CSS) marquent cinq buts chacun dans cette compétition.